# 400 meter medley för herrar i simning vid olympiska sommarspelen 2020
Herrarnas 400 meter medley vid olympiska sommarspelen 2020 avgjordes 24–25 juli 2021 i Tokyo Aquatics Centre.
Det var 15:e gången 400 meter medley fanns med som en gren vid OS. Grenen har varit med i varje upplaga av olympiska sommarspelen sedan 1964.

## Rekord
Före tävlingarna gällde dessa rekord:
| Världsrekord     | Michael Phelps (USA) | 4.03,84 | Peking, Kina | 10 augusti 2008 | [ 2 ] |
| Olympiskt rekord | Michael Phelps (USA) | 4.03,84 | Peking, Kina | 10 augusti 2008 | [ 2 ] |

## Schema
Alla tiderna är UTC+9
| Datum   | Tid   | Omgång      |
| ------- | ----- | ----------- |
| 24 juli | 19:02 | Försöksheat |
| 25 juli | 10:30 | Final       |

## Resultat

### Försöksheat
Simmarna med de 8 bästa tiderna gick vidare till final.
| Placering | Heat | Bana | Namn                  | Nationalitet     | Tid     | Noteringar |
| --------- | ---- | ---- | --------------------- | ---------------- | ------- | ---------- |
| 1         | 4    | 6    | Brendon Smith         | Australien       | 4.09,27 | Q, 0AR0    |
| 2         | 3    | 3    | Lewis Clareburt       | Nya Zeeland      | 4.09,49 | Q, 0NR0    |
| 3         | 3    | 4    | Chase Kalisz          | USA              | 4.09,65 | Q          |
| 4         | 3    | 5    | Dávid Verrasztó       | Ungern           | 4.09,80 | Q          |
| 5         | 4    | 5    | Jay Litherland        | USA              | 4.09,91 | Q          |
| 5         | 4    | 2    | Alberto Razzetti      | Italien          | 4.09,91 | Q          |
| 7         | 4    | 3    | Léon Marchand         | Frankrike        | 4.10,09 | Q          |
| 8         | 3    | 6    | Max Litchfield        | Storbritannien   | 4.10,20 | Q          |
| 9         | 4    | 4    | Daiya Seto            | Japan            | 4.10,52 |            |
| 10        | 4    | 7    | Wang Shun             | Kina             | 4.10,63 |            |
| 11        | 3    | 2    | Yuki Ikari            | Japan            | 4.12,08 |            |
| 12        | 4    | 1    | Jacob Heidtmann       | Tyskland         | 4.12,09 |            |
| 13        | 3    | 1    | Péter Bernek          | Ungern           | 4.12,38 |            |
| 14        | 3    | 7    | Apostolos Papastamos  | Grekland         | 4.12,50 |            |
| 15        | 2    | 4    | Joan Lluís Pons       | Spanien          | 4.12,67 | 0NR0       |
| 16        | 2    | 6    | Se-Bom Lee            | Australien       | 4.15,76 |            |
| 17        | 2    | 5    | Arjan Knipping        | Nederländerna    | 4.15,83 |            |
| 18        | 2    | 2    | Maxim Stupin          | ROC              | 4.16,21 |            |
| 19        | 4    | 8    | Pier Andrea Matteazzi | Italien          | 4.16,31 |            |
| 20        | 1    | 5    | José Paulo Lopes      | Portugal         | 4.16,52 |            |
| 21        | 3    | 8    | Brodie Williams       | Storbritannien   | 4.17,27 |            |
| 22        | 2    | 8    | Jarod Arroyo          | Puerto Rico      | 4.17,46 |            |
| 23        | 2    | 7    | Richard Nagy          | Slovakien        | 4.18,29 |            |
| 24        | 1    | 4    | Tomas Peribonio       | Ecuador          | 4.18,73 |            |
| 25        | 2    | 1    | Wang Hsing-hao        | Kinesiska Taipei | 4.19,06 |            |
| 26        | 2    | 3    | Maksym Shemberev      | Azerbajdzjan     | 4.19,40 |            |
| 27        | 1    | 3    | Ron Polonsky          | Israel           | 4.21,50 |            |
| 28        | 1    | 6    | Christoph Meier       | Liechtenstein    | 4.25,17 |            |
| 29        | 1    | 2    | Luis Vega Torres      | Kuba             | 4.27,65 |            |

### Final
| Placering | Bana | Namn             | Nationalitet   | Tid     | Noteringar |
| --------- | ---- | ---------------- | -------------- | ------- | ---------- |
| 1         | 3    | Chase Kalisz     | USA            | 4.09,42 |            |
| 2         | 7    | Jay Litherland   | USA            | 4.10,28 |            |
| 3         | 4    | Brendon Smith    | Australien     | 4.10,38 |            |
| 4         | 6    | Dávid Verrasztó  | Ungern         | 4.10,59 |            |
| 4         | 8    | Max Litchfield   | Storbritannien | 4.10,59 |            |
| 6         | 1    | Léon Marchand    | Frankrike      | 4.11,16 |            |
| 7         | 5    | Lewis Clareburt  | Nya Zeeland    | 4.11,22 |            |
| 8         | 2    | Alberto Razzetti | Italien        | 4.11,32 |            |